# Geschützter Landschaftsbestandteil Steinbruch Steltenberg

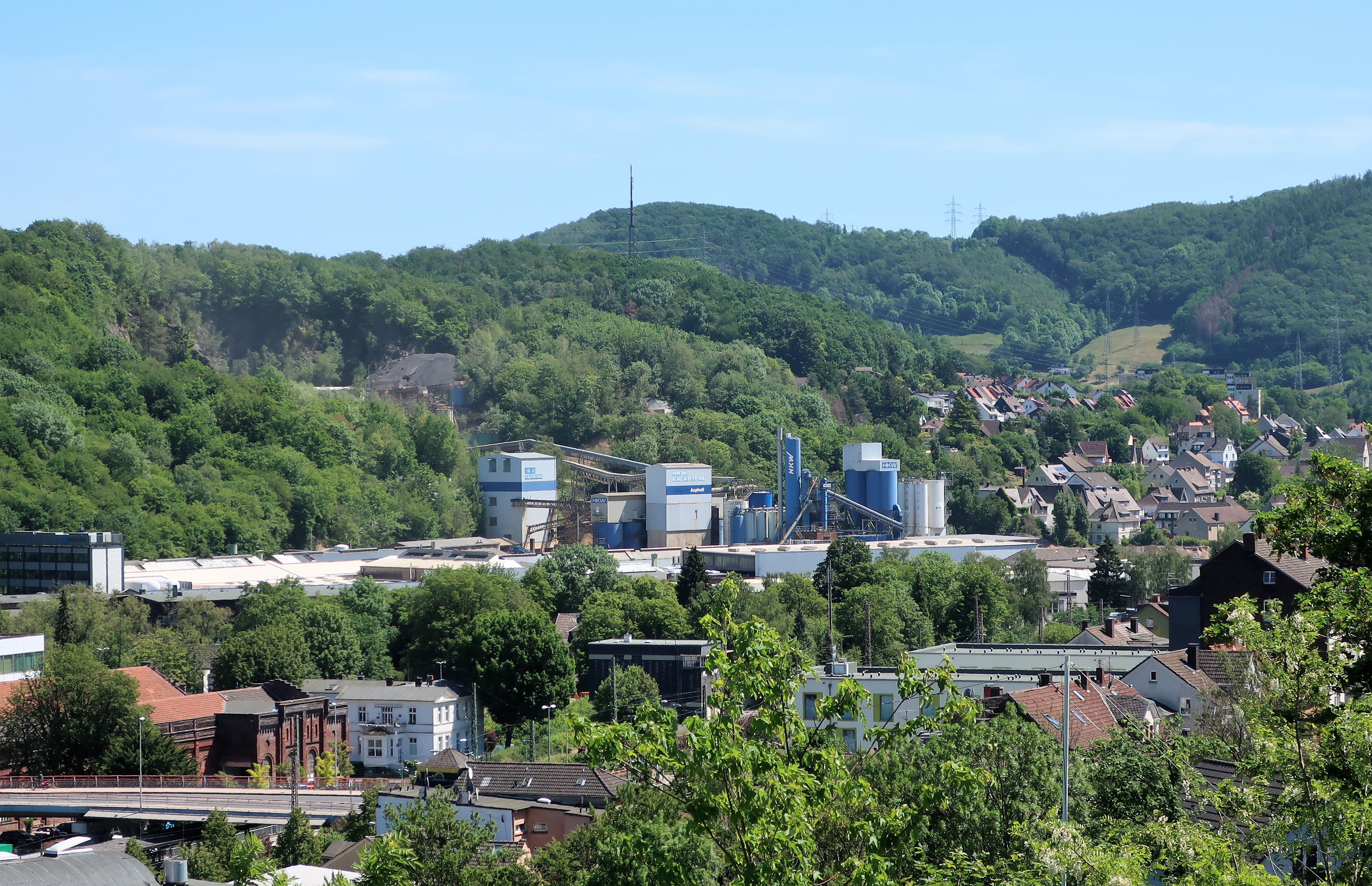
Geschützter Landschaftsbestandteil Steinbruch Steltenberg

Der Geschützter Landschaftsbestandteil Steinbruch Steltenberg mit einer Flächengröße von 1,03 ha befindet sich auf dem Gebiet der kreisfreien Stadt Hagen in Nordrhein-Westfalen. Der Geschützter Landschaftsbestandteil (LB) liegt im Hagener Stadtteil Hohenlimburg. Der LB wurde 1994 mit dem Landschaftsplan der Stadt Hagen vom Stadtrat von Hagen ausgewiesen. Er liegt wie eine Insel im Landschaftsschutzgebiet Steltenberg, Oege.

## Beschreibung
Der LB liegt im südwestlichen Randbereich des im Abbau befindliche Steltenberg-Steinbruches der Hohenlimburger Kalkwerke. Es handelt sich um einen Kalkmagerrasen sowie um die anschließenden Felswände des Steinbruches und um angrenzende Gehölzbestände.

## Schutzzweck
Laut Landschaftsplan erfolgte die Ausweisung zur Sicherung der Leistungsfähigkeit des Naturhaushalts durch Erhalt eines Lebensraumes, insbesondere für wärme- und kalkliebende Tier- und Pflanzenarten und deren Lebensgemeinschaften und zur Abwehr schädlicher Einwirkungen auf den Kalk-Halbtrockenrasen.

## Verbote und Gebote im LB
Für den Geschützten Landschaftsbestandteil Steinbruch Steltenberg wurden spezielle Verbote und Gebote erlassen. Zusätzlich zu den Verboten für alle Geschützten Landschaftsbestandteile in Hagen ist in diesem LB die forstwirtschaftliche Nutzung verboten. Es wurde die Pflege des Kalk-Halbtrockenrasens durch Entfernen von Gehölzen als Gebot festgeschrieben.